# Yuta Nakayama
Yuta Nakayama (n. 16 februarie 1997, Prefectura Saitama, Japonia) este un fotbalist japonez.
Nakayama a debutat la echipa națională a Japoniei în anul 2019.

## Statistici
| Japonia | Japonia | Japonia |
| An      | Meciuri | Goluri  |
| ------- | ------- | ------- |
| 2019    | 1       | 0       |
| 2020    | 4       | 0       |
| Total   | 5       | 0       |